# Наполеон: путь к вершине
«Наполеон: Путь к вершине» (фр. Napoléon; русскоязычное название на сайте IMDB: «Наполеон») — фильм-биография Наполеона Бонапарта. Франция, 1955 год.

## Сюжет
Фильм представляет собой художественную интерпретацию ряда ключевых событий из жизни императора Франции.

## В ролях
- Даниель Желин и Раймон Пеллегрен — Наполеон Бонапарт
- Жан Габен — маршал Ланн
- Саша Гитри — Талейран
- Жан Маре — Монтолон
- Ив Монтан — маршал Лефевр
- Мишель Морган — Жозефина де Богарне
- Анри Видаль — маршал Мюрат
- Эрих Штрогейм — Людвиг ван Бетховен
- Орсон Уэллс — Хадсон Лоу
- Жан-Пьер Омон — Рено де Сан Жан Анджели
- Лана Маркони — Мария Валевская
- Даниэль Дарьё — фаворитка Наполеона Элеонора Денюэль де ла Плень
- Джино Антонини — Папа Пий VII
- Рене Бланкар — генерала Дюмербион
- Мария Шелл — Мария-Луиза Австрийская
- Жан Дане — генерал Гаспар Гурго (нет в титрах)
- Робер Фавар — граф Отто (нет в титрах)
- Николь Море  — эпизод (нет в титрах)
- Франсуаза Арнуль — девушка из Пале-Рояля